# Срећко Недељковић
Срећко Недељковић (Вирово код Драгачева, 4. децембар 1923 — Београд, 2. јануар 2011) био је кардиолог, професор Медицинског факултета, шаховски репрезентативац Југославије.

## Стручна биографија
Иако је ширем аудиторијум познат првенствено по шаховски успесима, Недељковић је био познати кардиолог. Паралелно са шаховском успесима студирао је медицину и у тој области постигао врхунске резултате. Дипломирао је на Медицинском факултету у Београду 1952. године. Остао је на факултету као асистент, а од 1959. до 1989. професор је кардиологије на Медицинском факултету у Београду. Био је оснивач и директор Института за кардиоваскуларне болести, члан Академије медициских наука Српског лекарског друштва и сарадник славног америчког кардиолога Мајкла Дебејкија.
Аутор је осам књига из области медицине, 212 научних чланака и 136 стручних радова. Говорио је енглески, руски, француски и немачки језик.

## Шаховска биографија
Шах је научио у 13. години од старијег брата Реље. Као ђак гимназије у Чачку афирмисао се као добар шахиста. У Београду је живео од 1946. Чланом ШК Црвена звезда постао је 1947. Титулу националног мајстора осваја на 4. Првенству Југославије у шаху у Београду 1948/49, а интернационалног мајстора 1950, када су први пут установљене међународне титуле ФИДЕ. На првенствима Југославије је играо 7 пута од 1948—57, а најбољи пласман било му је шесто место у Сомбору 1957.
Као интернационални мајстор са државном репрезентацијом провео је тре деценије српског и југословенског шаха од 1950. до 1980. У време кад је Југославија била Друга светска шаховска велесила, иза Совјетског Савеза, томе је доприносио у различитим својствима: као репрезентативац, тренер-секундант и савезни капитен. Као играч освојио је сребрне медаље на европским првенствима у Баден-Бадену 1957. и Оберхаузену 1961, а био је и члан екипе у 19 пријатељских мечева.
Најзначајније резултате имао је водећи државну репрезентацију, укључујући и једну златни олимпијску медаљу на Шаховској олимпијади у Дубровнику 1950.. Капитен југословенске репрезентације био је на шаховским олимпијадама у Москви 1956, Хавани 1966. и Буенос Ајресу 1978, као и на европском првенству у Скари (Шведска) 1980.
Звање заслужног спортисте Југославије добио је 1957, а национално признање заслужним спортистима Србије — пола века касније.
Заједно са својом супругом Вером, женским шаховским велемајстором и врхунским репрезентатривцем, као и са сином др. проф Милошем Недељковићем, држаним секретаром Министарства за науку и технолошки развој, током последње три године био је покровитељ Првенства Београдског универзитета и знатно допринео обнови клалитета студентског шаха. Трећу годину финални турнири шаховског првенства Универзитета у Београду у мушкој и женској конкуренцији носе назив „Трофеј (његове супруге, женског велемајстора) Верице и Срећка Недељковића“
Он је 2006. године, у 83. години живота, на првој табли предводио Универзитет у Београду, у пријатељском мечу против Универзитета у Новом Саду.
Умро је у 88 години у Београду 2. јануара 2011. Одлуком градске власти др Срећко Недељковић је сахрањен 5. јануара 2011. у Алеји заслужних грађана на Новом гробљу у Београду.

## Награде и признања
За свој рад добио је бројна признања међу којима треба истаћи:
- орден заслуга за народ са златним венцем 1986;
- две Октобарске награде града Београда за унапређење медицинске науке 1970. и 1981;
- Седмојулску награду СР Србије за унапређење здравства 1979;
- добитник је Грамате Српског Патријарха Господина Павла 2000;
- добитник је награде Српског лекарског друштва Велики печат 2003. и бројних других лекарских и шаховских признања;

## Породица
Срећко Недељковић је ожењен Чачанком Вером Недељковић, првим машинским инжењером одсек бродарство у Југославији, женским шаховским велемајстором које је у једном периоду имала рејтинг треће шахисткиње света. Њихов син је др. проф. Милош Недељковић, држаним секретар Министарства за науку и технолошки развој Републике Србије.